# Stellaria pubera
Stellaria pubera är en nejlikväxtart som beskrevs av André Michaux. Stellaria pubera ingår i släktet stjärnblommor, och familjen nejlikväxter. Inga underarter finns listade i Catalogue of Life.

## Bildgalleri

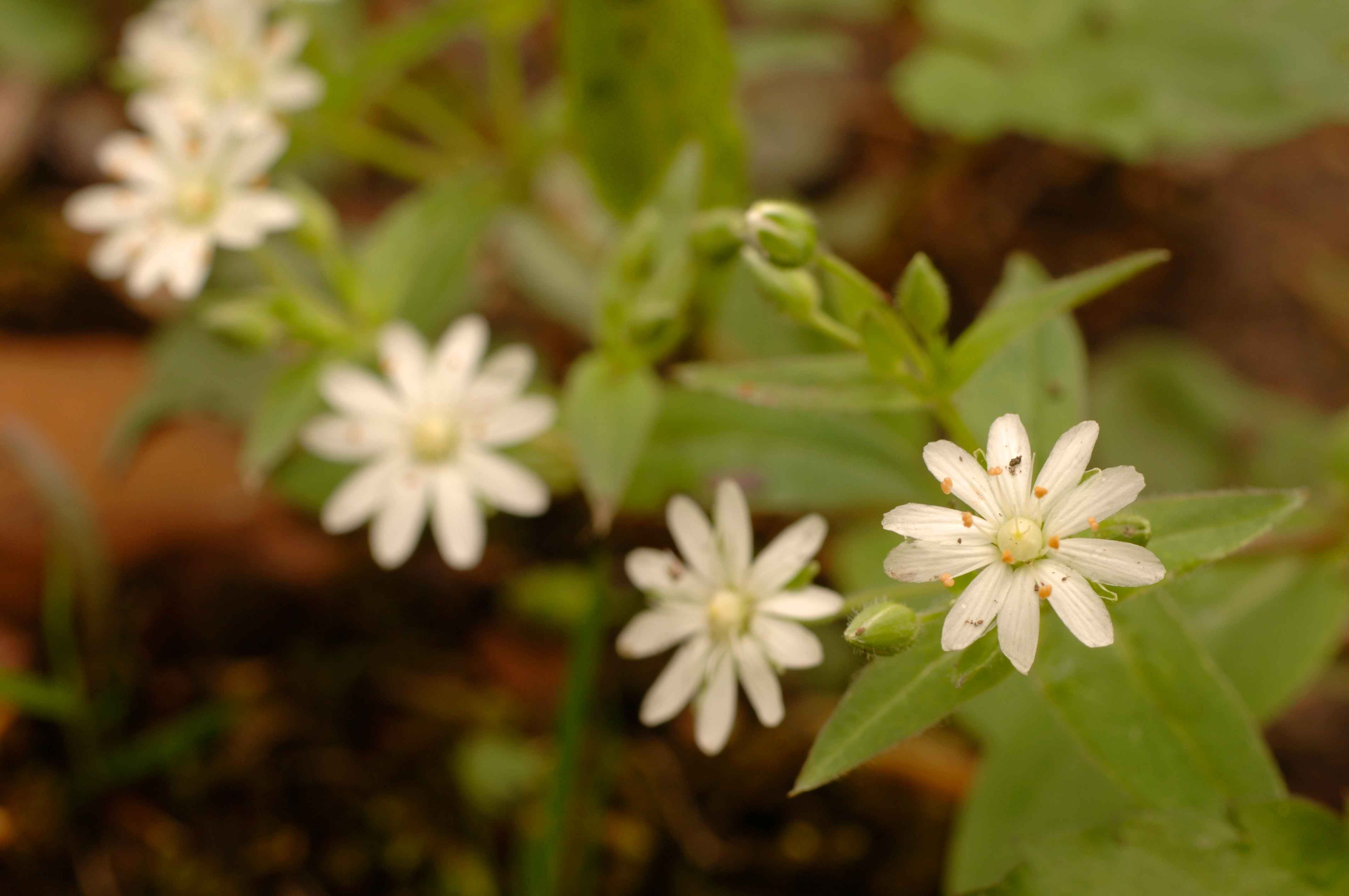
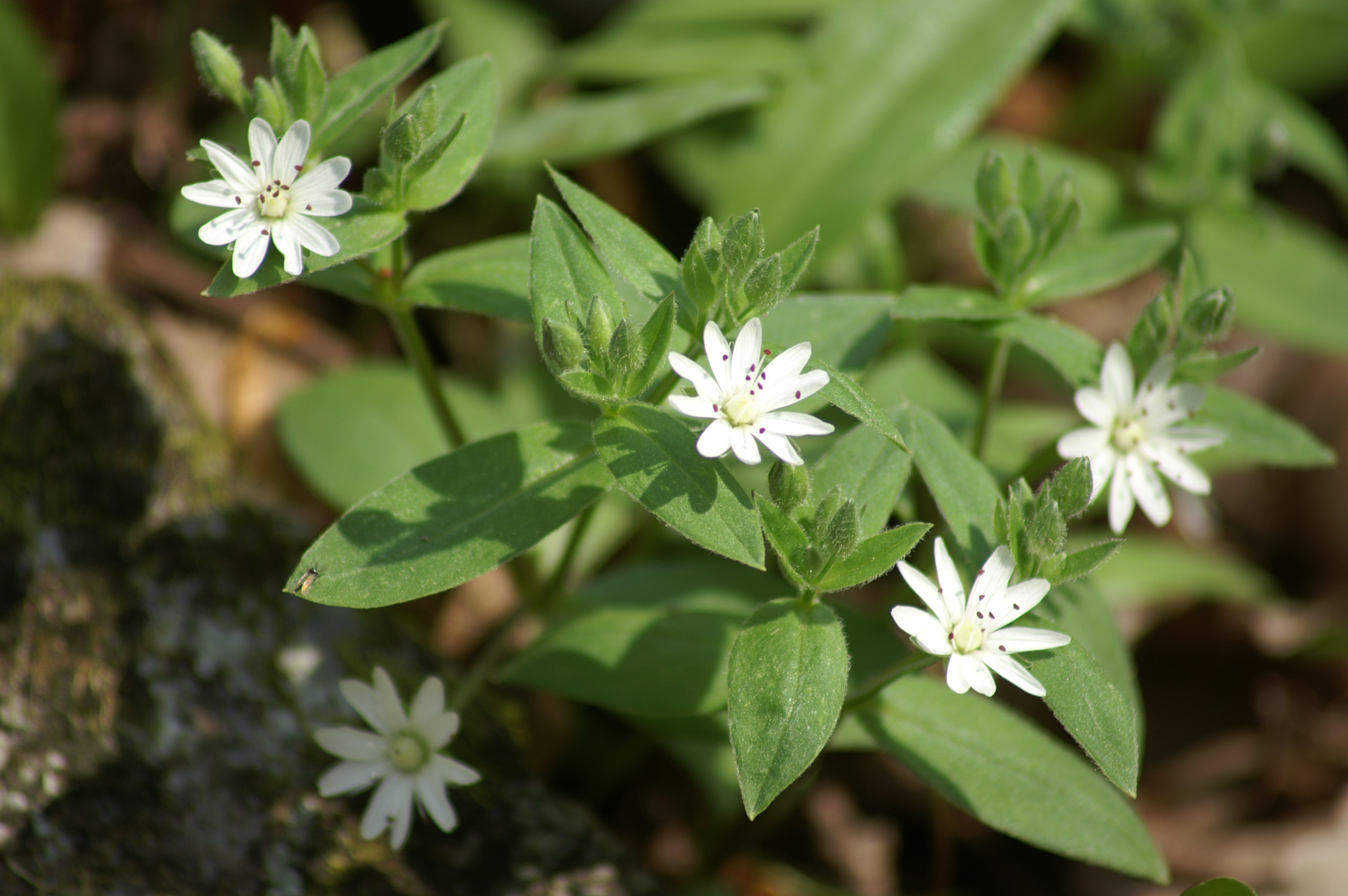
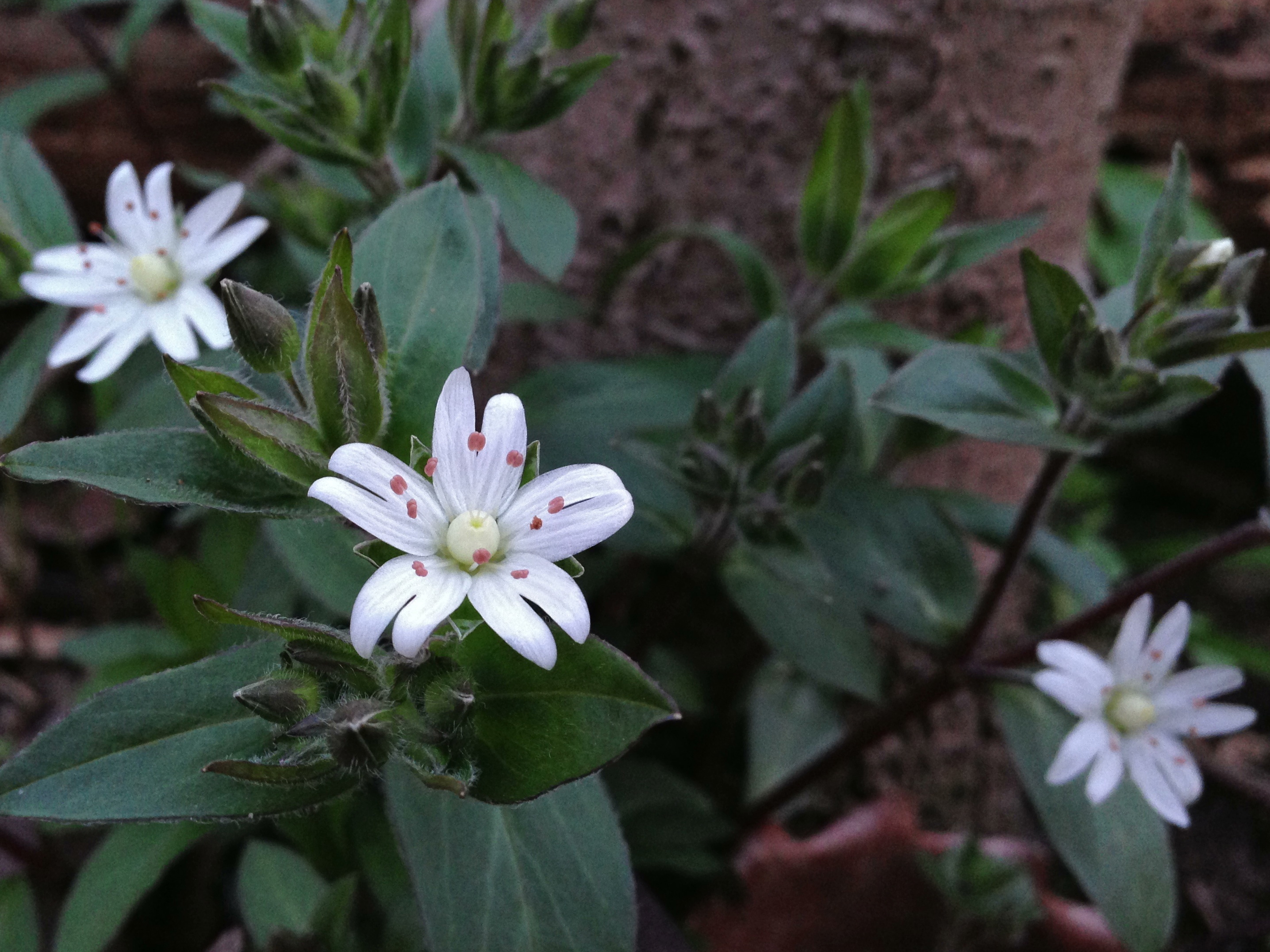
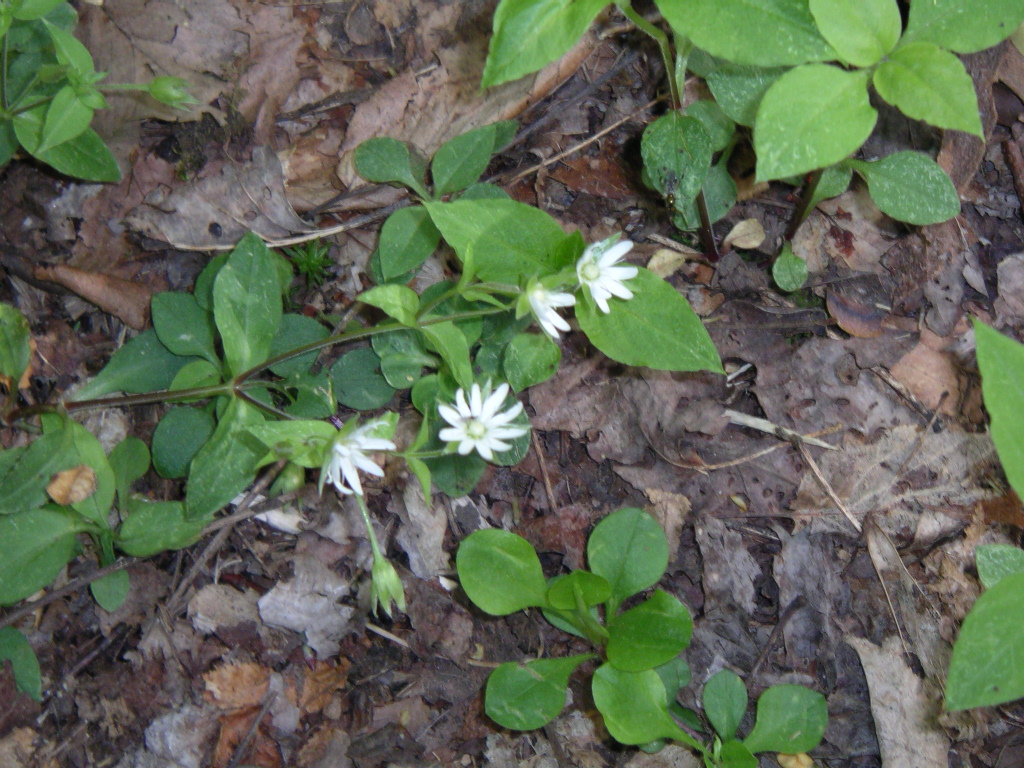